# Sisouphonh Ackhavong
Sisouphonh Ackhavong (laotisch ສີສຸພອນ ອັກຂະວົງ, * 15. Juli 2003 in Nonvine) ist ein laotischer Fußballspieler.

## Karriere
Sisouphonh Ackhavong steht seit Anfang Februar 2023 beim Young Elephants FC unter Vertrag. Der Verein aus der Hauptstadt Vientiane spielt in der ersten Liga. Am Ende der Saison 2023 feierte er mit dem Verein die laotische Meisterschaft. In seiner ersten Saison bestritt er drei Erstligaspiele.

## Erfolge
Young Elephants FC
- Laotischer Meister: 2023